# Menominee (Illinois)
Pour les articles homonymes, voir Menominee.
Menominee est un village du comté de Jo Daviess, en Illinois, aux États-Unis. Il est incorporé le 1er mai 1941,. Lors du recensement de 2010, la ville comptait une population de 248 habitants.

## Source de la traduction
- (en) Cet article est partiellement ou en totalité issu de l’article de Wikipédia en anglais intitulé « Menominee, Illinois » (voir la liste des auteurs).